# Premierzy Mauritiusa

## Lista premierów Mauritiusa
| Osoba | Osoba   | Osoba                             | Kadencja            | Kadencja            | Partia polityczna                                       |
| #     | Portret | Imię i Nazwisko                   | Od                  | Do                  | Partia polityczna                                       |
| ----- | ------- | --------------------------------- | ------------------- | ------------------- | ------------------------------------------------------- |
| 1     |         | Seewoosagur Ramgoolam (1900–1985) | 12 marca 1968       | 30 czerwca 1982     | Partia Pracy                                            |
| 2     |         | Anerood Jugnauth (1930–2021)      | 30 czerwca 1982     | 15 grudnia 1995     | Walczący Ruch Mauritiusu\Socjalistyczny Ruch Mauritiusa |
| 3     |         | Navin Ramgoolam (1947–)           | 15 grudnia 1995     | 11 września 2000    | Partia Pracy                                            |
| (2)   |         | Anerood Jugnauth (1930–2021)      | 12 września 2000    | 7 października 2003 | Socjalistyczny Ruch Mauritiusa                          |
| 4     |         | Paul Bérenger (1945–)             | 7 października 2003 | 5 lipca 2005        | Walczący Ruch Mauritiusu                                |
| (3)   |         | Navin Ramgoolam (1947–)           | 5 lipca 2005        | 17 grudnia 2014     | Partia Pracy                                            |
| (2)   |         | Anerood Jugnauth (1930–2021)      | 17 grudnia 2014     | 23 stycznia 2017    | Socjalistyczny Ruch Mauritiusa                          |
| 5     |         | Pravind Jugnauth (1961–)          | 23 stycznia 2017    | 13 listopada 2024   | Socjalistyczny Ruch Mauritiusa                          |
| (3)   |         | Navin Ramgoolam (1947–)           | 13 listopada 2024   | nadal               | Partia Pracy                                            |